# PGC 26000
LEDA/PGC 26000, auch UGC 4851, ist eine Linsenförmige Galaxie vom Hubble-Typ S0 mit aktivem Galaxienkern im Sternbild Großer Bär am Nordsternhimmel. Sie ist schätzungsweise 340 Millionen Lichtjahre von der Milchstraße entfernt und hat einen Durchmesser von etwa 115.000 Lichtjahren.
Im selben Himmelsareal befinden sich unter anderem die Galaxien PGC 26030, PGC 26076, PGC 26142, PGC 2426682.